# 艺术剧院
艺术剧院（Arts Theatre）是一个西区剧院，位于英国伦敦西敏市大纽波特街。
艺术剧院开业于1927年4月20日，为会员俱乐部，以避免张伯伦勋爵的剧院审查。它是为数不多的几家独立剧院公司之一，冒险上演各种新的实验戏剧，并无商业价值。

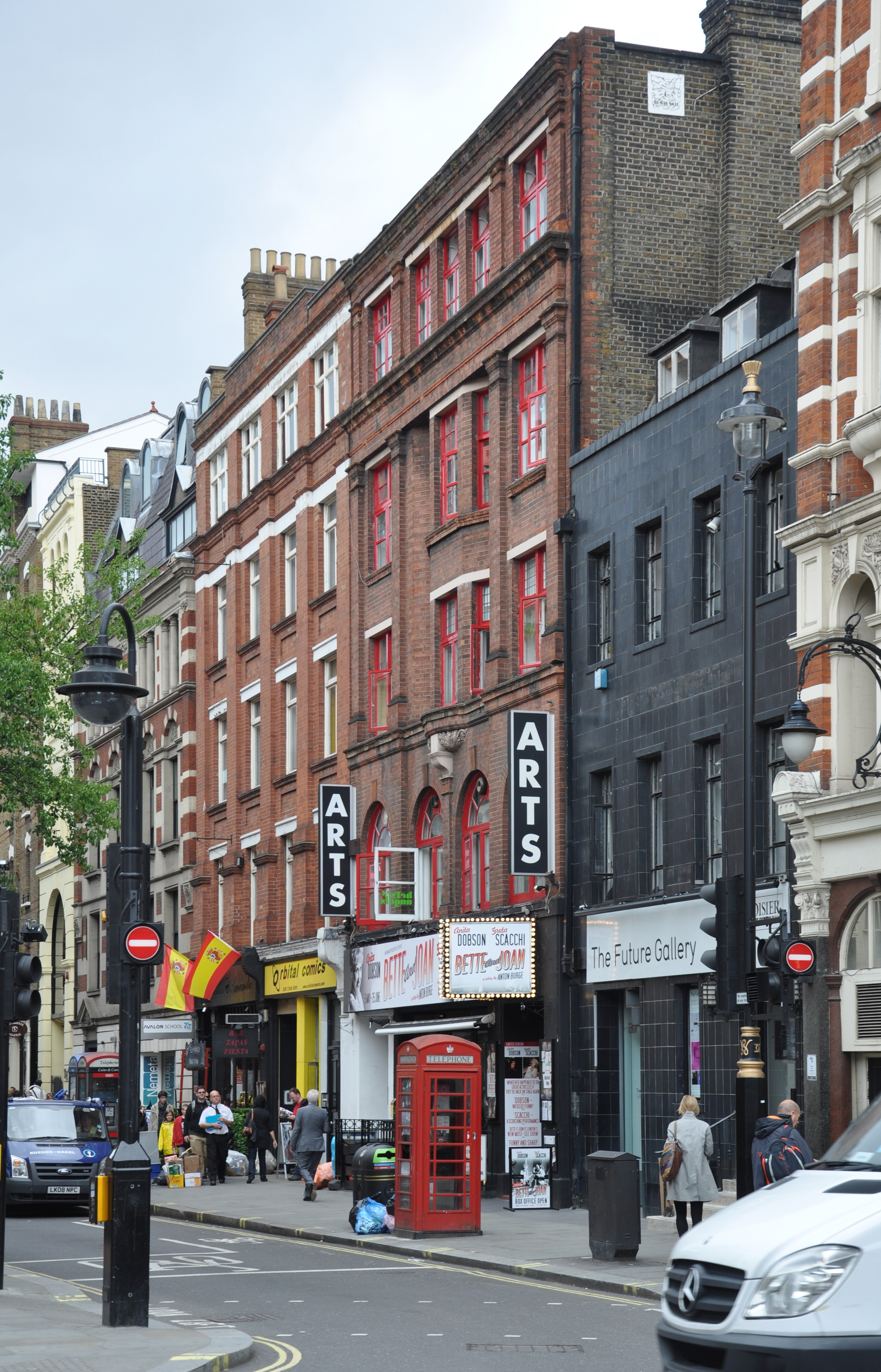
Arts Theatre in 2011